# Klaus Schuster (Unternehmensberater)

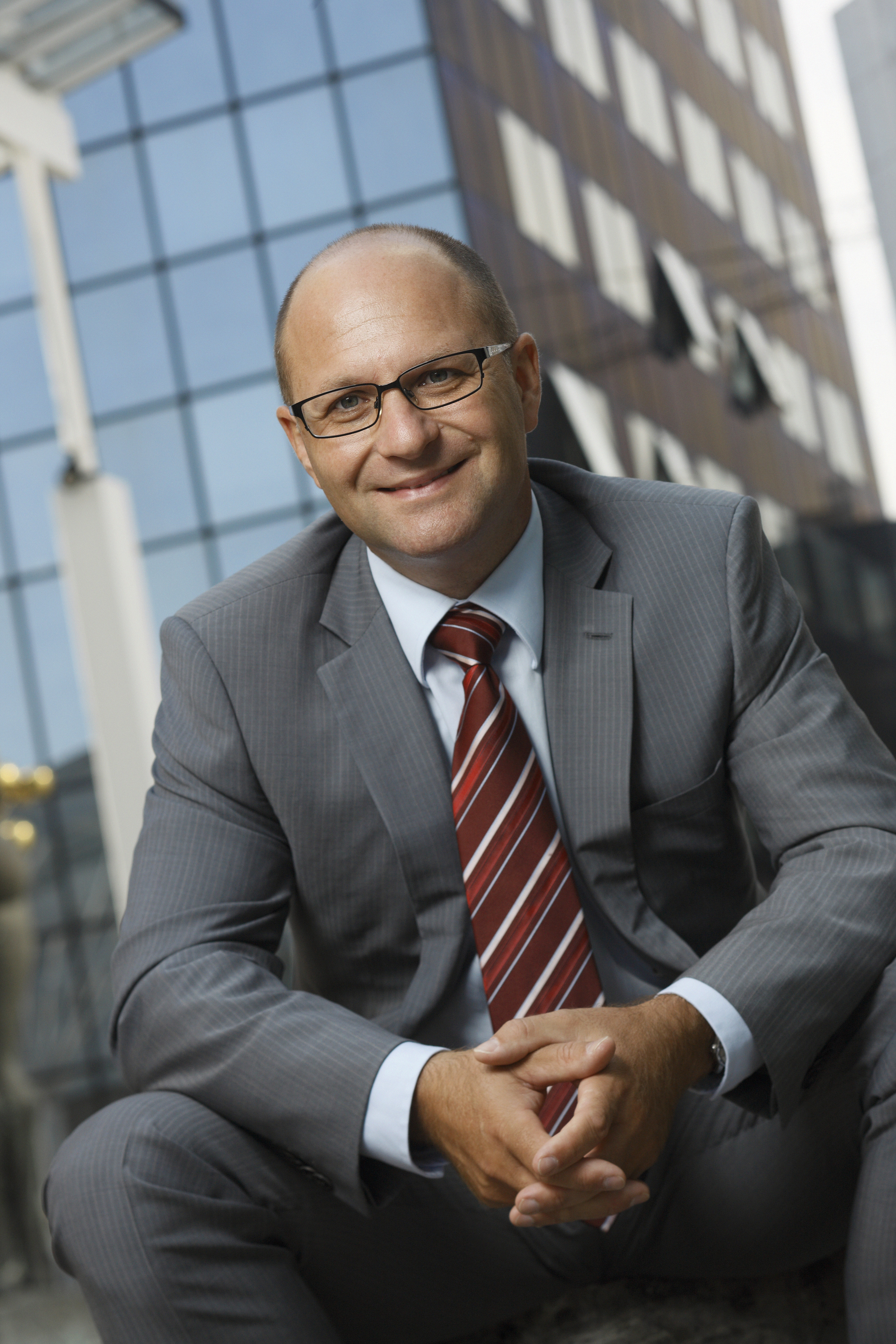
Klaus Schuster, 2008

Klaus Schuster (* 11. Juli 1963 in Bruck an der Mur) ist ein österreichischer Sachbuchautor und Manager.
Von September 2013 bis Februar 2016 leitete Schuster als Vorstandsvorsitzender die finanziell angeschlagene slowenische Factor Banka mit einer Bilanzsumme von einer Milliarde Euro. In einem europaweit erstmals angewandten Modell soll er diese im Auftrag von EU und slowenischer Regierung gezielt abwickeln, um die hohen Ausfälle eines Konkurses zu vermeiden.

## Publikationen
- 11 Managementsünden, die sie vermeiden sollten. Wie Führungskräfte sich um Karriere, Verstand, Ehepartner und Spaß bringen, Redline Verlag, München 2009. ISBN 978-3-86881-038-7.
- Der freche Vogel fängt den Wurm. 7 überraschende Führungsprinzipien für mutige Manager, Redline Verlag, München 2010. ISBN 978-3-86881-272-5.
- Keinen Bock mehr? Mehr Spaß und Motivation im Management, Redline Verlag, München 2012. ISBN 978-3-86881-372-2.
- Wenn Manager Mist bauen. Die fünf schlimmsten Fehler – und wie Sie diese verhindern, Redline Verlag, München 2013. ISBN 978-3-86881-530-6.
- Manager-Krankheiten: Von A wie Alphatier-Tollwut bis Z wie Zampanitis, Redline Verlag, München 2015. ISBN 978-3-86881-540-5.
- Der Arsch geht auch vorbei: Wie Sie sich gegen schlechte Chefs und andere Zumutungen des Arbeitsalltags wehren können, Redline Verlag, München 2018. ISBN 978-3-86881-718-8.